# Wilton Sankawulo
Wilton Gbakolo Sengbe Sankawulo sr. (Haindi, Bong County, 26 juli 1937 - Monrovia, 21 februari 2009) was een Liberiaans schrijver, folklorist, politicus en hoogleraar. Hij was van 1 september 1995 tot 3 september 1996 als voorzitter van de Staatsraad, interim-staatshoofd van Liberia.

## Biografie
Wilton Sankawulo werd op 26 juli 1937 in Haindi, Bong County geboren. Hij bezocht Cuttington College and Divinity School (B.A. 1963) en studeerde vervolgens theologie aan de Pacific Lutheran Theological Seminary te Berkeley, Californië (V.S.) waar hij zijn Master of Divinity-diploma behaalde. Daarna studeerde hij Engelse taal en literatuur aan de Universiteit van Iowa waar hij een Master of Letters-diploma verwierf. Na zijn terugkeer in Liberia werkte hij op het ministerie van Informatie, Culturele Zaken en Toerisme en werd later gedetacheerd op het presidentieel paleis (Executive Mansion) waardoor hij toegang had tot de hoogste regeringskringen, waaronder president William Tolbert. Door deze laatste werd hij benoemd tot adviseur (1973). Ook werd hij als speciaal onderzoeker aangesteld met als opdracht de verschillende traditionele culturen in het land te onderzoeken. Zijn bevindingen op dat gebied leidde tot de publicatie van bundels met Afrikaanse volksverhalen. Als schrijver schreef hij vanaf de jaren zeventig zelf ook enkele romans, meestal cultureel van inslag. Daarnaast publiceerde hij in opdracht van de regering een biografie over president Tolbert en een boek over het economische beleid van de regering.
Na de staatsgreep van 1980 waarbij president Tolbert werd vermoord en er een gemengd militair-burgerlijk bestuur werd geïnstalleerd (People's Redemption Council) onder leiding van Samuel Doe werd Sankawulo benoemd tot hoogleraar Engelse letteren aan de Universiteit van Liberia (1983) en directeur-generaal van het kabinet van de president (1985). In die laatste functie hielp hij  president Doe bij het voltooien van diens universitaire studie (1989). Na de moord op Doe in september 1990 raakte Sankawulo aanvankelijk wat op de achtergrond, maar in 1995 werd hij door leidende politici van het door burgeroorlog geteisterde land benaderd om toe te treden tot de Staatsraad, de voorlopige regering van het land. Van 1 september 1995 tot 3 september 1996 was hij gedurende een jaar voorzitter van de Staatsraad en daarmee de facto staatshoofd van Liberia. In die laatste functie droeg hij bij aan het stabiliseren van het land. Hij stelde zich gedurende de onderhandelingen tussen de verschillende strijdende partijen volstrekt neutraal op.
Na zijn terugtreden uit de politiek (1996) hervatte hij zijn academische loopbaan als hoogleraar Engelse letteren aan de Universiteit van Liberia en daarna aan de Universiteit van Cuttington. Laatstelijk was hij werkzaam voor het cultureel secretariaat van het Rooms-Katholieke aartsbisdom van Monrovia.
Hij overleed aan hartfalen in Monrovia op 21 februari 2009. Een plechtige uitvaart vond op 18 maart 2009 plaats. Hij was getrouwd met Amelia Yata Korpelleh en had vier kinderen en verschillende geadopteerde kinderen.

## Publicaties
- No Lesser Breeds: The Story of a Native African (1969)
- Fables and Legends of Liberia (1970)
- More Modern African Stories (c. 1973)
- The Marriage of Wisdom (1974)
- There's Nobody Like a Parent, and Other Stories (1975)
- The Role of the Black and African Writer in the Changing African Society (1977)
- Tolbert of Liberia (1977)
- On Humanistic Capitalism: An Interpretation of the Socio-economic Philosophy of President William R. Tolbert, Jr (1977)
- The Rain and the Night (1979)
- In the Cause of the People: An Interpretation of President Tolbert's Philosophy of Humanistic Capitalism (1986, uitgebreide herdruk van On Humanistic Capitalism uit 1977)
- Why nobody knows when he will die, and other tales from Liberia (1979)
- Liberia and African Unity (1979)
- Four Stories by Liberian Writer (co-auteur, 1980)
- Myths and Legends of Liberia (1982)
- Wake Up in Paradise: A Novel (1986)
- Only God is Wise: and other Liberian Tales (1987)
- Son of the Soil: A Novel (1987)
- What My Country Needs Today (1995)
- One Hundred Questions About Liberia (?)
- Sundown at Dawn: A Liberian Odyssey (2005)
- Birds Are Singing (postuum, 2020)
- Verschillende artikelen in wetenschappelijke tijdschriften[2]